# 1073 Gellivara
1073 Gellivara eller 1923 OW är en asteroid i huvudbältet, som upptäcktes den 14 september 1923 av den österrikiske astronomen Johann Palisa. Den har fått sitt namn efter den svenska orten Gällivare.
Asteroiden har en diameter på ungefär 25 kilometer och den tillhör asteroidgruppen Themis.